# Aeroporto de Presidente Epitácio
O Aeroporto Estadual de Presidente Epitácio / Geraldo Moacir Bordon está localizado no município de Presidente Epitácio no estado de São Paulo.

## Aeroporto Estadual dePresidente Epitácio/ Geraldo Moacir Bordon
SDEP/***

### Características
Latitude: 21º 46’ 32’’ S - Longitude: 052º 09’ 47’’ W 

Indicação ICAO: SDEP - Horário de Funcionamento: HJ 

Código de Pista: 1 - Tipo de Operação: VFR noturno 

Altitude: 297m/974 ft - Área Patrimonial (ha): 29,54 

Temp. Média: 30 °C - Categoria Contra Incêndio disponível: 0 

Distância da Capital (km) - Aérea: 601 Rodoviária: 660 

Distância até o Centro da Cidade: 8 km 

Endereço: Avenida Marginal, s/nº - CEP: 19430-000 

Fone: (18) 9711-3879	  	

### Movimento
Dimensões (m): 1.340 x 18 

Designação da cabeceira: 05 - 23 - Cabeceira Predominante: 05 

Declividade máxima: 0% - Declividade Efetiva: 0% 

Tipo de Piso: asfalto - Resistência do Piso (PCN): 8/F/C/Y/U 

Cabeceira recuada 140m na cab. 23m e com 10m na cab. 5.

### Pista
Acesso à cabeceira 5 - PRA (m): 99,20 x 32,10 

Tipo de Piso: asfalto 

Distância da cabeceira mais próxima (m): 56

### Pátio
Dimensões (m): 30 x 50 - Capacidade de Aviões: 1 EMB-120 

Dist. da Borda ao Eixo da Pista(m): 78 

Tipo de Piso: asfalto

### Auxílios operacionais
Sinais de Eixo de Pista - Biruta - Luzes de Pista 

Sinais de Cabeceira de Pista - Sinais Indicadores de Pista 

Sinais de Guia de Táxi - Luzes de Táxi - Luzes de Cabeceira 

Luzes de Obstáculos - Iluminação de Pátio - Farol Rotativo 

Freq. do Rádio: 123,45 - Circuito de Tráfego Aéreo: Padrão

### Abastecimento
Não consta

### Instalações
Terminal de Passageiros (m²): 190,85 
 	
Estac. de Veículos - nº de vagas: 10 - Tipo de Piso: concreto

### Serviços
Hangares: 7

### Outros
Não consta